# Rob Stenders

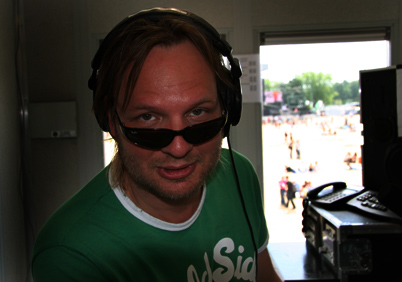
Rob Stender, 2005s

Rob Stenders (născut 18 aprilie, 1965 în Oisterwijk, Țările de Jos) este un DJ al unui post de radio neerlandez.
Stenders are o carieră lungă în radio pornind de la stații locale de radio. Stenders l-a urmat pe Edwin Evers în emisiunea de dimineață "Stenders Vroeg" a postului de radio 3FM pentru radioul public și compania de televiziune "VARA". În 2004 Stenders și colaboratorii săi s-au mutat la postul de radio comercial "Yorin FM" și și-a redenumit emisiunea "Stenders vroeg op". Când Yorin a fost cumpărat de către SBS numele a fost schimbat în Caz! și formatul postului radio a fost schimbat, drept urmare Rob Stenders s-a decis să renunțe. Între aprilie 2006 și mai 2007, temporar nu a mai fost DJ la un radio național. A rămas la propria stație de radio on-line KXradio și a avut propria emisiune de noapte pe postul tv neerlandez Tien.
Începând cu 7 mai, a revenit la rețeaua națională de radio 3FM cu noua emisiune de prânz "Stenders Eetvermaak" de miercuri până joi, între orele 12:00 și 14:00.